# Dicrurus densus
Il drongo di Wallacea o drongo della Sonda (Dicrurus densus (Bonaparte, 1850)) è un uccello passeriforme appartenente alla famiglia Dicruridae.

## Etimologia
Il nome scientifico della specie, densus, deriva dal latino e significa "denso", in riferimento alla struttura del piumaggio.

## Descrizione

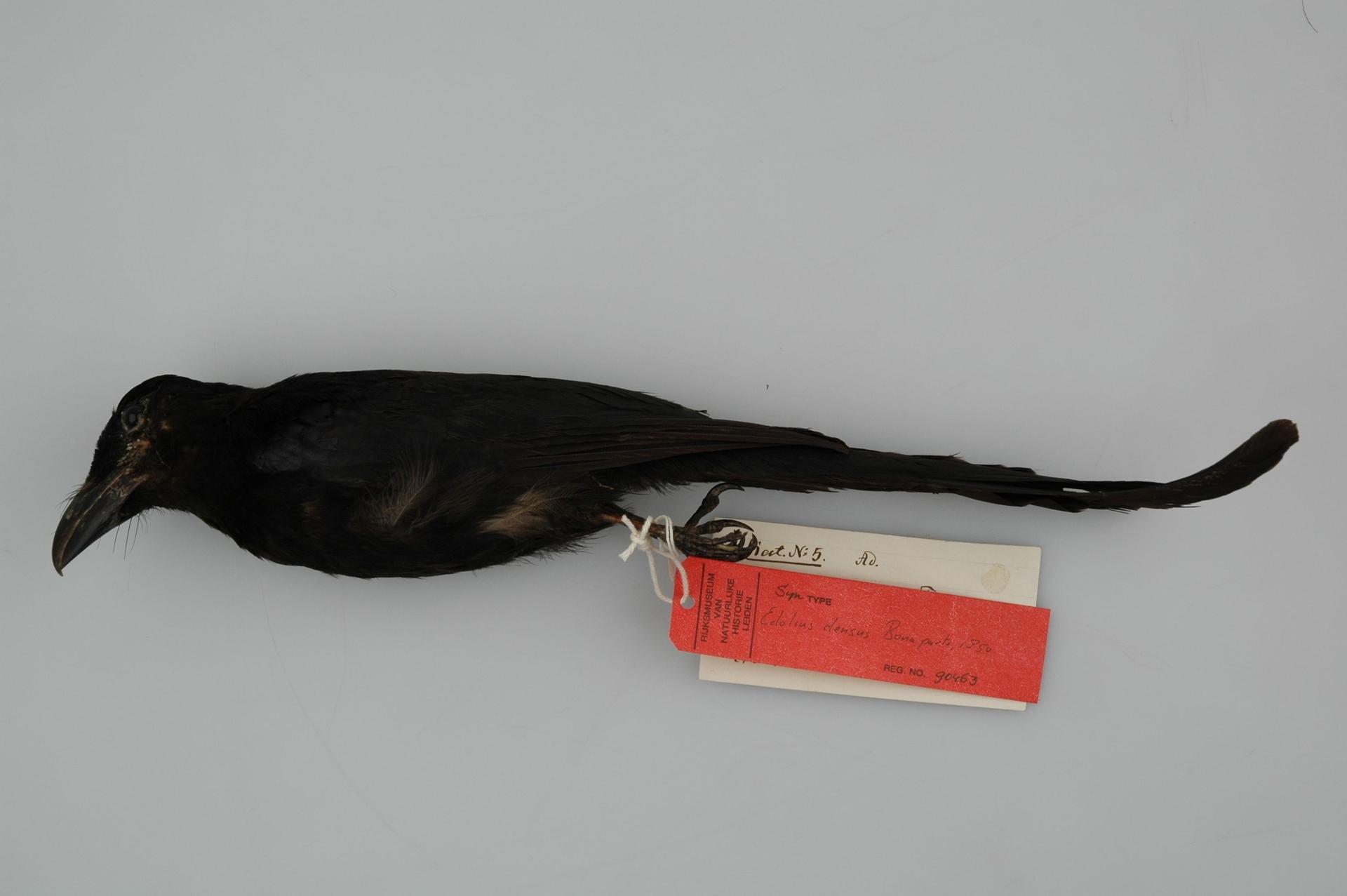
Veduta laterale di esemplare impagliato.

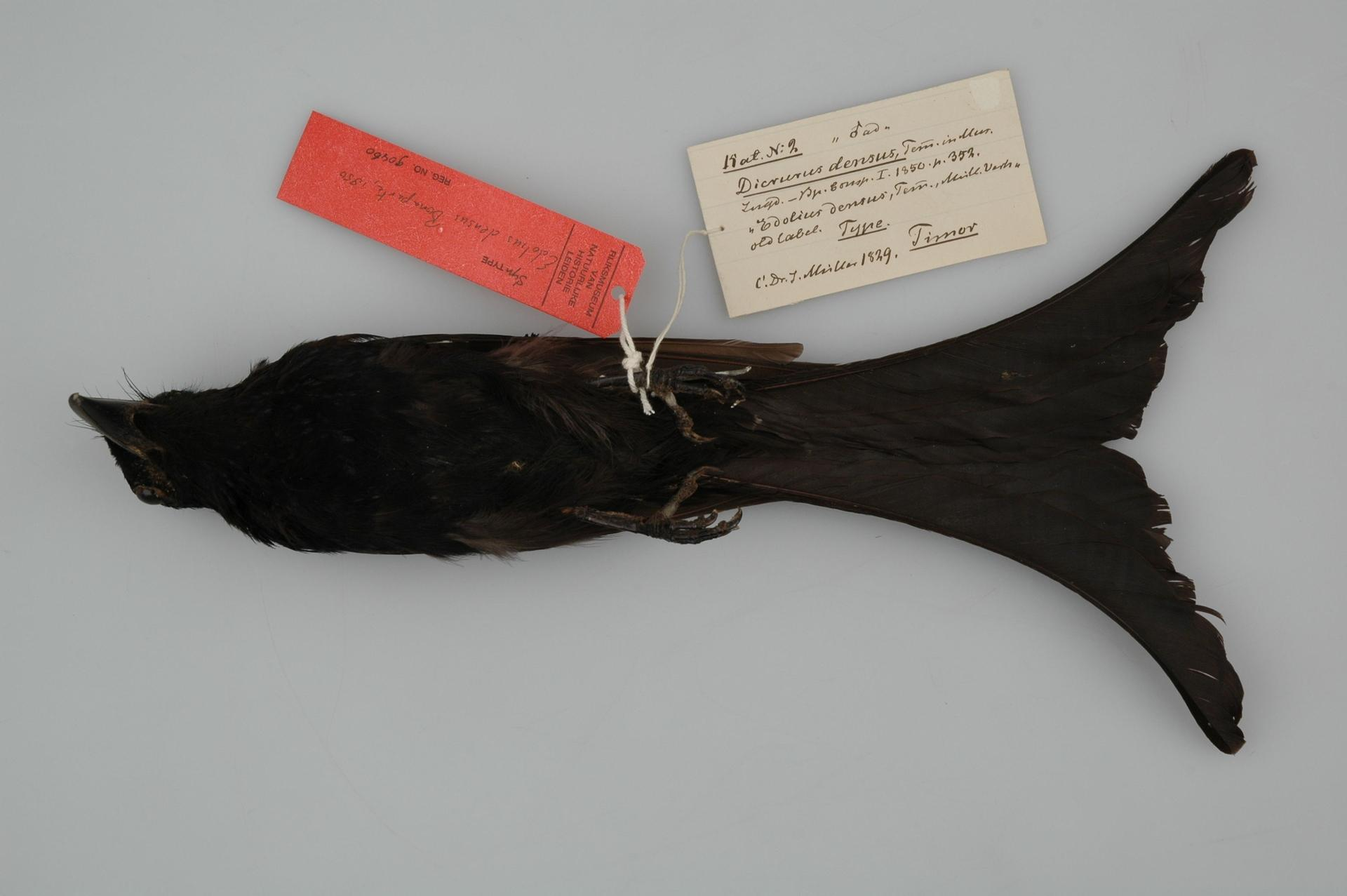
Veduta ventrale di esemplare impagliato.

### Dimensioni
Misura 28-38 cm di lunghezza.

### Aspetto
Si tratta di uccelli dall'aspetto robusto e slanciato, muniti di grossa testa di forma arrotondata e allungata, becco conico e robusto, piuttosto allungato e dalla punta adunca, zampe corte, lunghe ali digitate e lunga coda dall'estremità allargata e biforcuta, con le due punte rivolte verso l'esterno.
Il piumaggio si presenta interamente di colore nero-bluastro, con presenza di sfumature metalliche di colore verde-azzurrino su petto e area dorsale, le quali divengono ben evidenti quando l'animale è nella luce diretta: le ali e la coda tendono a presentare decise sfumature di color bruno-cannella, mentre le penne del ventre possono presentare punta di colore più chiaro e tendente al grigio-biancastro.

Il dimorfismo sessuale è poco evidente, con le femmine dalla colorazione meno brillante e dalla coda generalmente lievemente più corta rispetto a quanto riscontrabile nei maschi: quest'ultimo carattere (la lunghezza della coda) è piuttosto variabile fra le varie sottospecie.
Il becco e le zampe sono di colore nerastro, mentre gli occhi sono di colore bruno-rossiccio.

## Biologia
Si tratta di uccelli diurni, che vivono da soli o in coppie: il drongo di Wallacea passa la maggior parte della propria giornata appollaiato su di un posatoio in evidenza (ad esempio il ramo di un grosso albero che sporge dalla canopia), osservando i dintorni per cogliere l'eventuale comparsa di predatori o intrusi (che vengono redarguiti vocalmente, ed in seguito eventualmente aggrediti) o di possibili prede (che vengono prontamente ghermite, per poi fare generalmente ritorno al posatoio).
Le vocalizzazioni del drongo di Wallacea non sono state ancora studiate a fondo: esse sembrano essere costituite principalmente da una veloce alternanza di versi gracchianti, flautati ed altri che ricordano il cigolio di una ruota metallica, tuttavia sembrano essere presenti differenze rimarchevoli fra le varie popolazioni insulari.

### Alimentazione
Il drongo di Wallacea è un uccello prevalentemente insettivoro, che cattura le sue prede (soprattutto grossi insetti ed altri artropodi) sia in volo, sia calando loro addosso dall'alto per ghermirle, sia al suolo che fra i rami ed il fogliame. Per la popolazione di Sumba sono stati descritti episodi di caccia e consumazione di piccoli vertebrati, che verosimilmente sono comuni a tutto il complesso-specie: probabilmente, di tanto in tanto questi uccelli si cibano anche di materiale di origine vegetale, come bacche e nettare.

### Riproduzione
I dati riguardanti la riproduzione di questi uccelli (a lungo considerati una sottospecie e pertanto non studiati in maniera appropriata come popolazione) sono piuttosto scarni, e riguardano l'osservazione di un nido a Flores: questo, a forma di coppa e costruito con rametti, fibre vegetali e licheni intrecciati, era ubicato alla biforcazione della parte distale di un ramo d'albero, a una decina di metri dal suolo, e conteneva al suo interno uova rosate con lieve screziatura bruna (sebbene esistano testimonianze di uova completamente bianche). Molto verosimilmente, le modalità riproduttive del drongo di Wallacea ricordano molto da vicino quanto osservabile nelle altre specie di drongo.

## Distribuzione e habitat

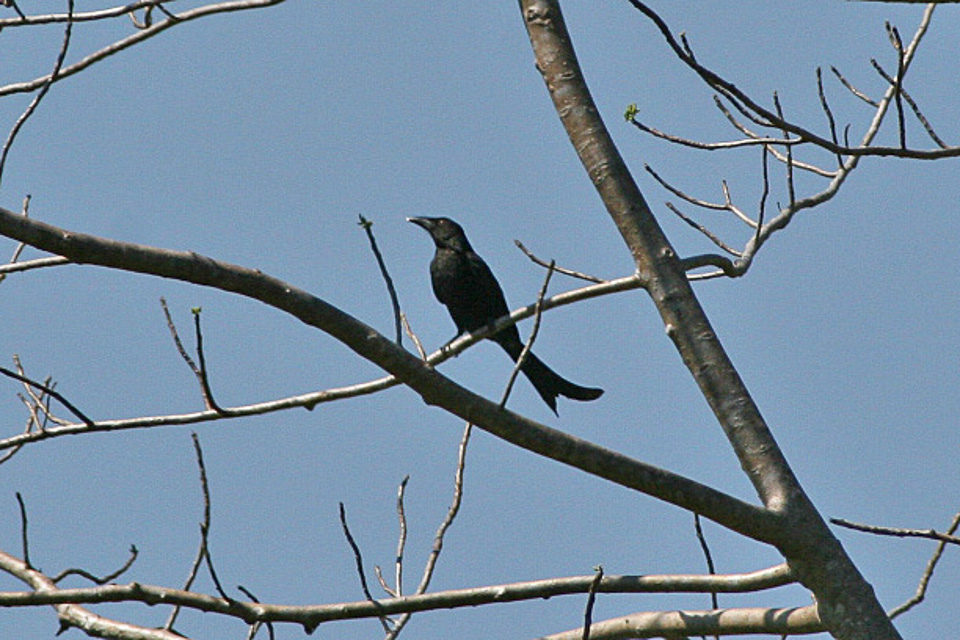
Esemplare a Timor Ovest.

Come intuibile dal nome comune (in biogeografia la Wallacea rappresenta l'area di confine fra l'Indonesia e l'Oceania), il drongo di Wallacea è diffuso nelle piccole Isole della Sonda e nelle Molucche sud-orientali: questi uccelli, infatti, sono diffusi da Lombok alle isole Tanimbar, popolando l'Indonesia sud-orientale e Timor Est.
Si tratta di uccelli dalle abitudini di vita sedentarie e territoriali, che non sono soliti compiere spostamenti di alcun tipo nel loro areale di residenza.
L'habitat di questi uccelli è rappresentato dalle aree alberate: il drongo di Wallacea si dimostra piuttosto adattabile in termini di ambienti prediletti, colonizzando la foresta pluviale primaria come quella secondaria, le aree coltivate ed i mangrovieti.

## Tassonomia
Se ne riconoscono 6 sottospecie:

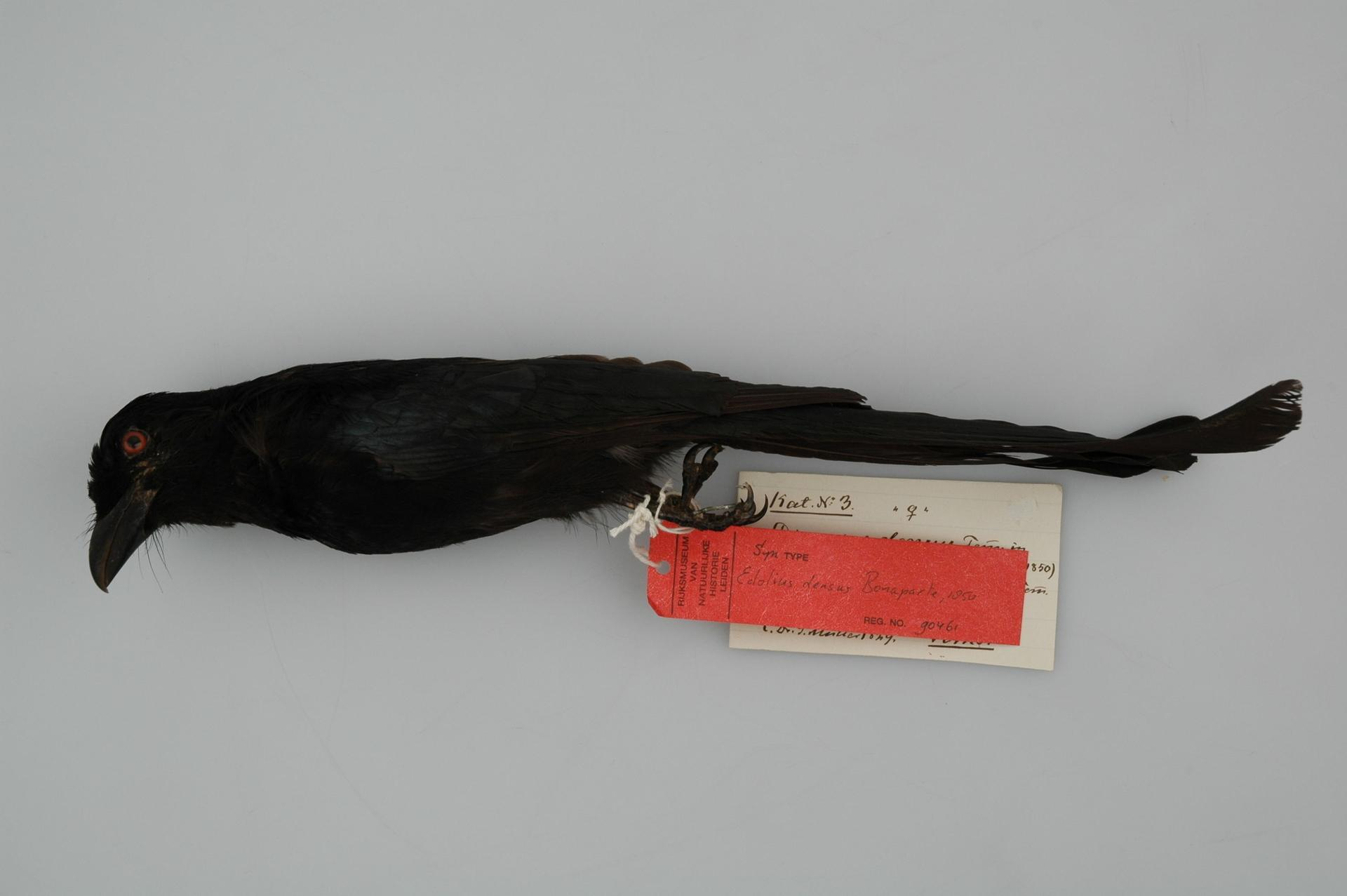
Esemplare impagliato della sottospecie nominale.

- Dicrurus densus vicinus Rensch, 1928 - endemica di Lombok;
- Dicrurus densus bimaensis Wallace, 1864 - diffusa a Sumbawa, Komodo, Rinca, Flores, Solor, Adonara, Lembata, Pantar, Alor e Gunungapi;
- Dicrurus densus sumbae Rensch, 1931 - endemica di Sumba;
- Dicrurus densus densus (Bonaparte, 1850) - la sottospecie nominale, diffusa a Roti, Semau, Timor, Atauro, Wetar e nelle isole Sermata;
- Dicrurus densus kuehni Hartert, 1901 - endemica delle isole Tanimbar;
- Dicrurus densus megalornis Gray, 1858 - diffusa nelle isole Gorong, Watubela e Kai;

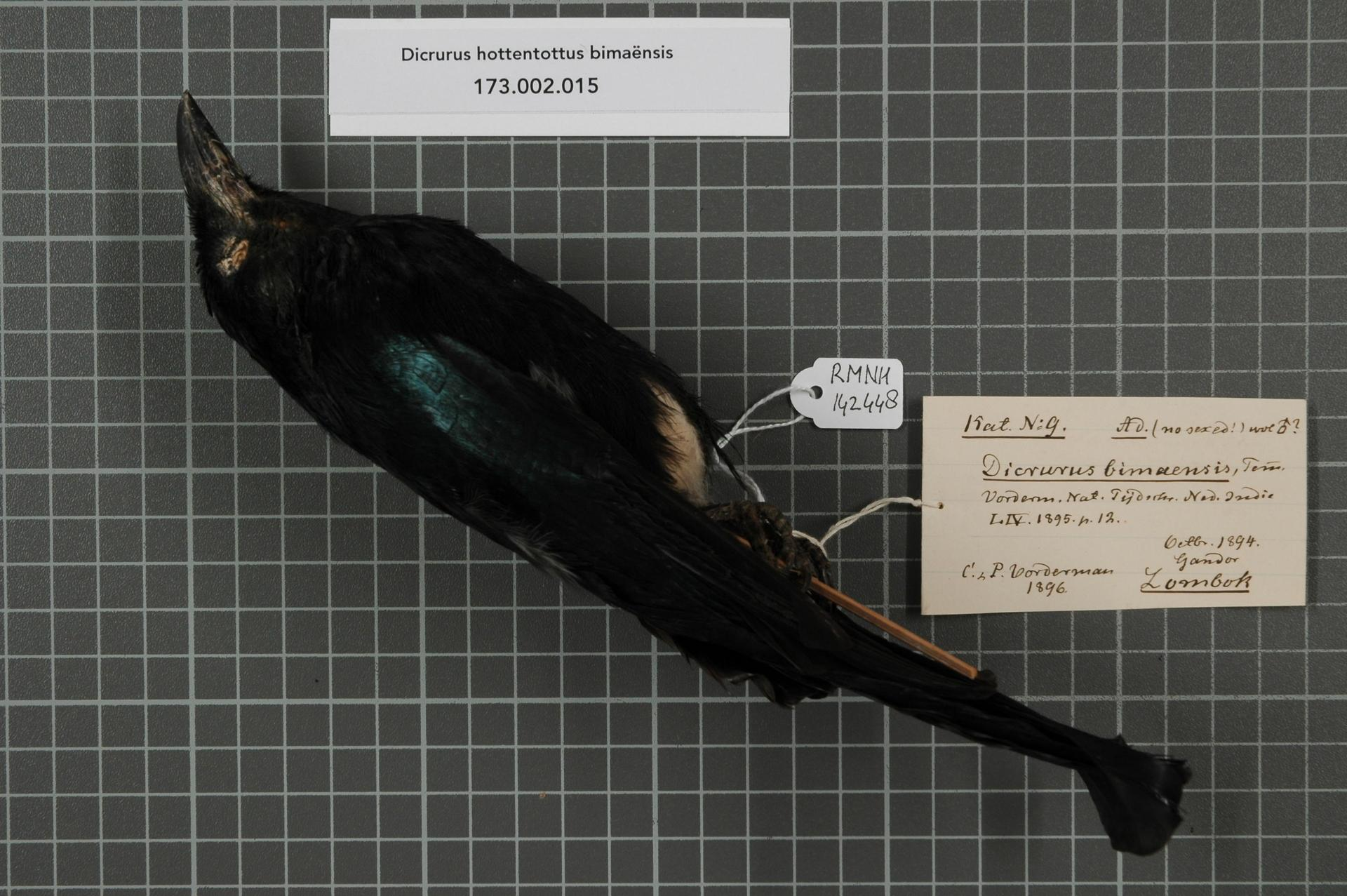
Esemplare impagliato della sottospecie bimaensis.
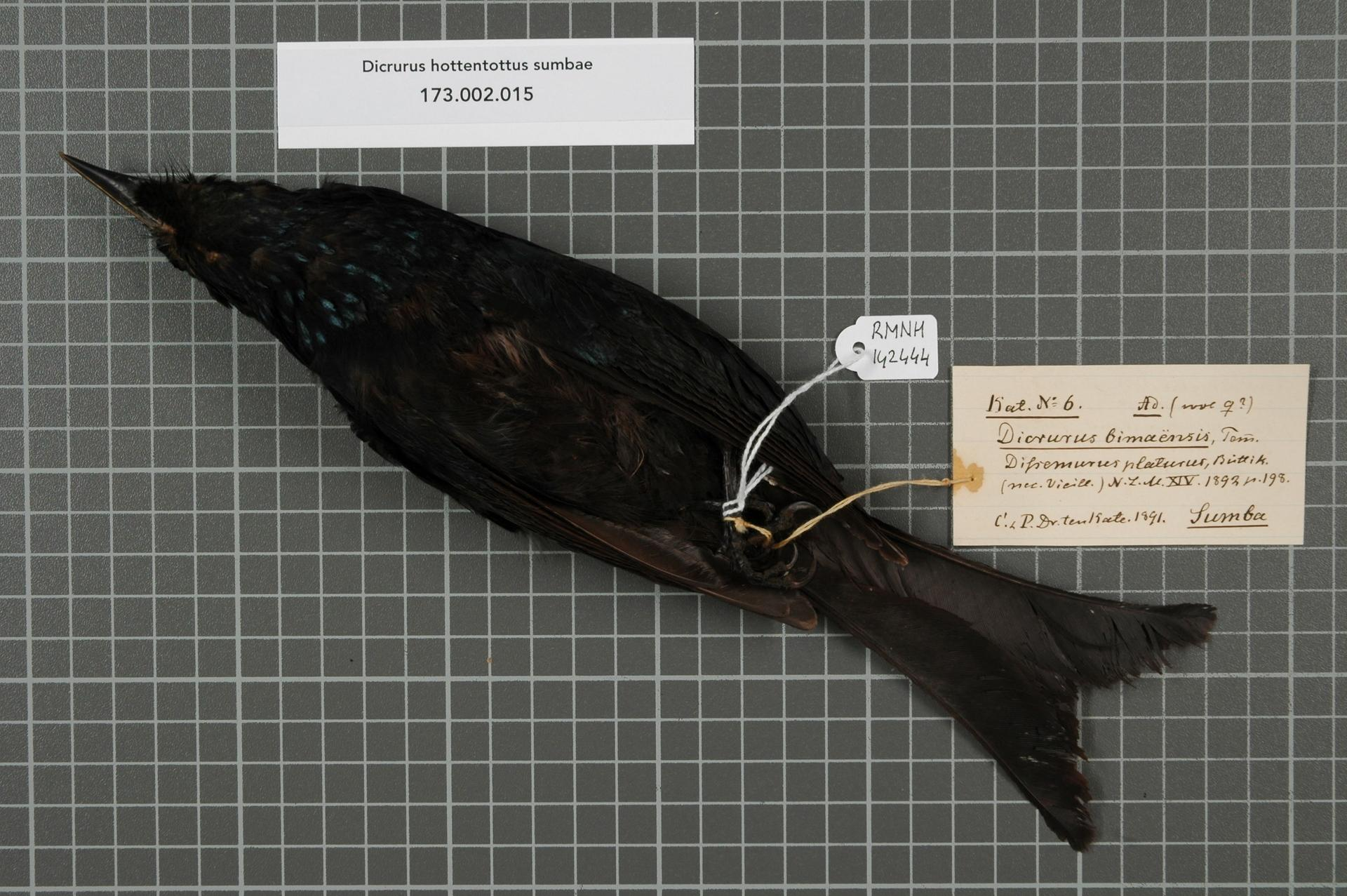
Esemplare impagliato della sottospecie sumbae.
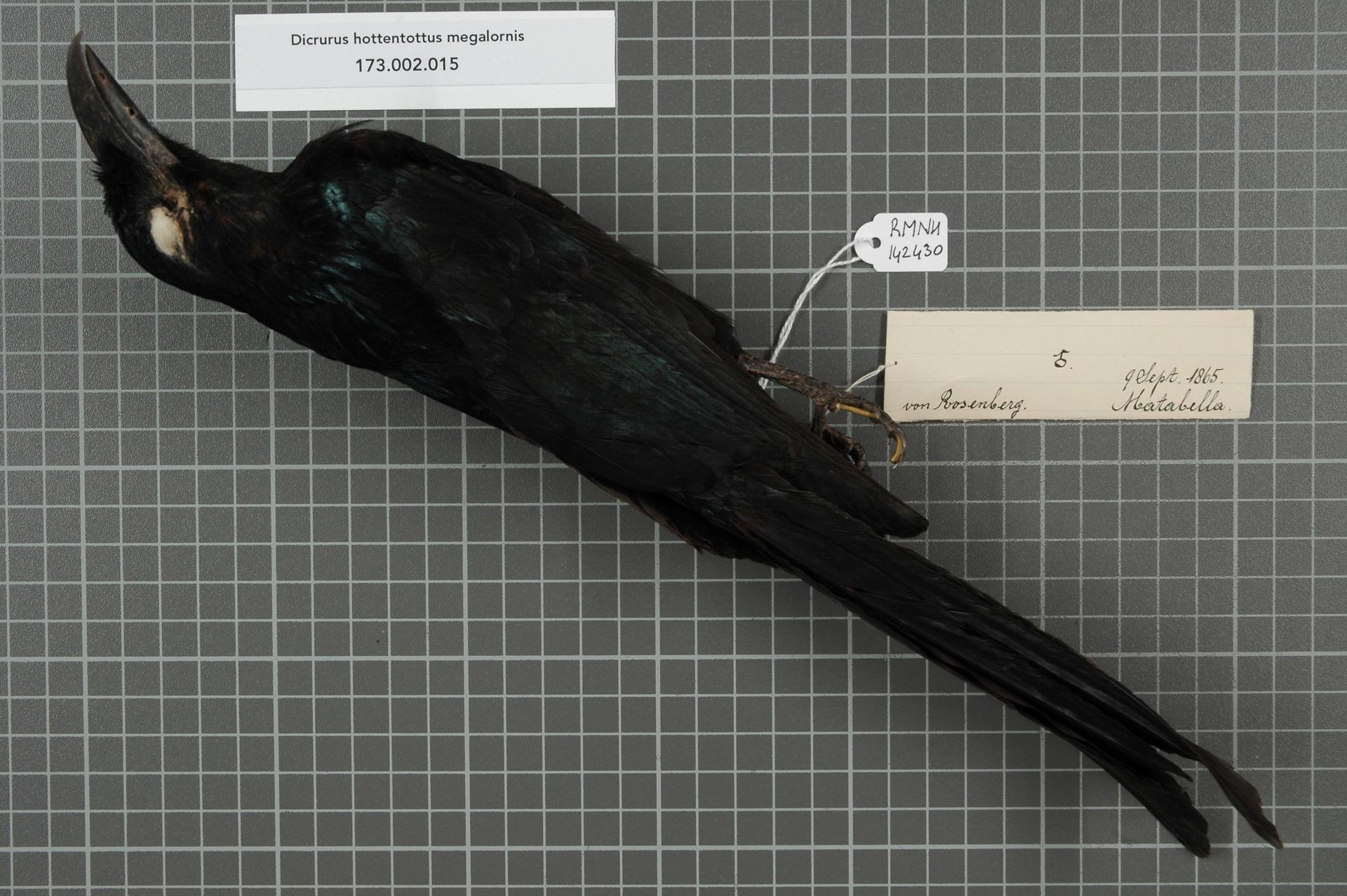
Esemplare impagliato della sottospecie megalornis.

Alcuni autori riconoscerebbero inoltre una sottospecie renschi di Sumbawa (sinonimizzata con bimaensis).

Per lungo tempo il drongo di Wallacea è stato classificato come sottospecie del drongo piumato: posto che la separazione dei due taxa (che pur rimangono molto affini fra loro) viene considerata corretta dalla comunità scientifica, lo status delle varie sottospecie è lungi dall'essere chiarito, in quanto esse presentano fra loro consistenti differenze nella morfometria e nelle vocalizzazioni, le quali hanno portato all'individuazione in seno alla specie di 4-6 cladi i quali, qualora tale differenziazione fosse supportata da dati di carattere genetico, potrebbero rappresentare altrettante specie.